# Mananjary (stad)
Mananjary ([mananˈdzarʲ]) is een stad (commune urbaine of kaominina) in het gelijknamige district (departemanta) Mananjary in de regio (faritra) Vatovavy-Fitovinany van Madagaskar. In de stad wonen volgens verschillende schattingen tussen de 25.000 en 35.000 mensen, waarvan een groot deel leden zijn van de Antambahoaka, de kleinste etnische groep van Madagaskar.

## Geografie
De stad ligt aan de oostkust, aan de monding van de gelijknamige rivier Mananjary in de Indische Oceaan en wordt door het Canal des Pangalanes in tweeën gedeeld. De stad heeft een kleine haven aan een zijarm van het kanaal en ten noorden van de stad ligt de luchthaven Mananjary, die echter al een paar jaar buiten gebruik is. De stad ligt aan de RN 25 en is door deze en andere (deels onverharde) wegen verbonden met Antananarivo (177 km), Fianarantsoa (137 km), Manakara (154 km) en Nosy Varika (108 km).
Het centrum ligt aan een brede boulevard aan de zee, waaraan naast enkele koloniale gebouwen zich met name veel Chinese en Indo-Pakistaanse winkels bevinden. Het centrum werd door de Fransen planmatig aangelegd in rasterpatroon. De boulevards van het oude centrum worden geflankeerd door weelderige benzoëbomen (Styrax benzoin). In de stad bevinden zich verder onder andere een wekelijkse markt (naast de haven), een katholieke en een protestante kerk, een moskee, enkele banken en een postkantoor. In 1968 werd een katholiek bisdom in de stad gevestigd. De eerste bisschop was Robert Lucien Chapuis.

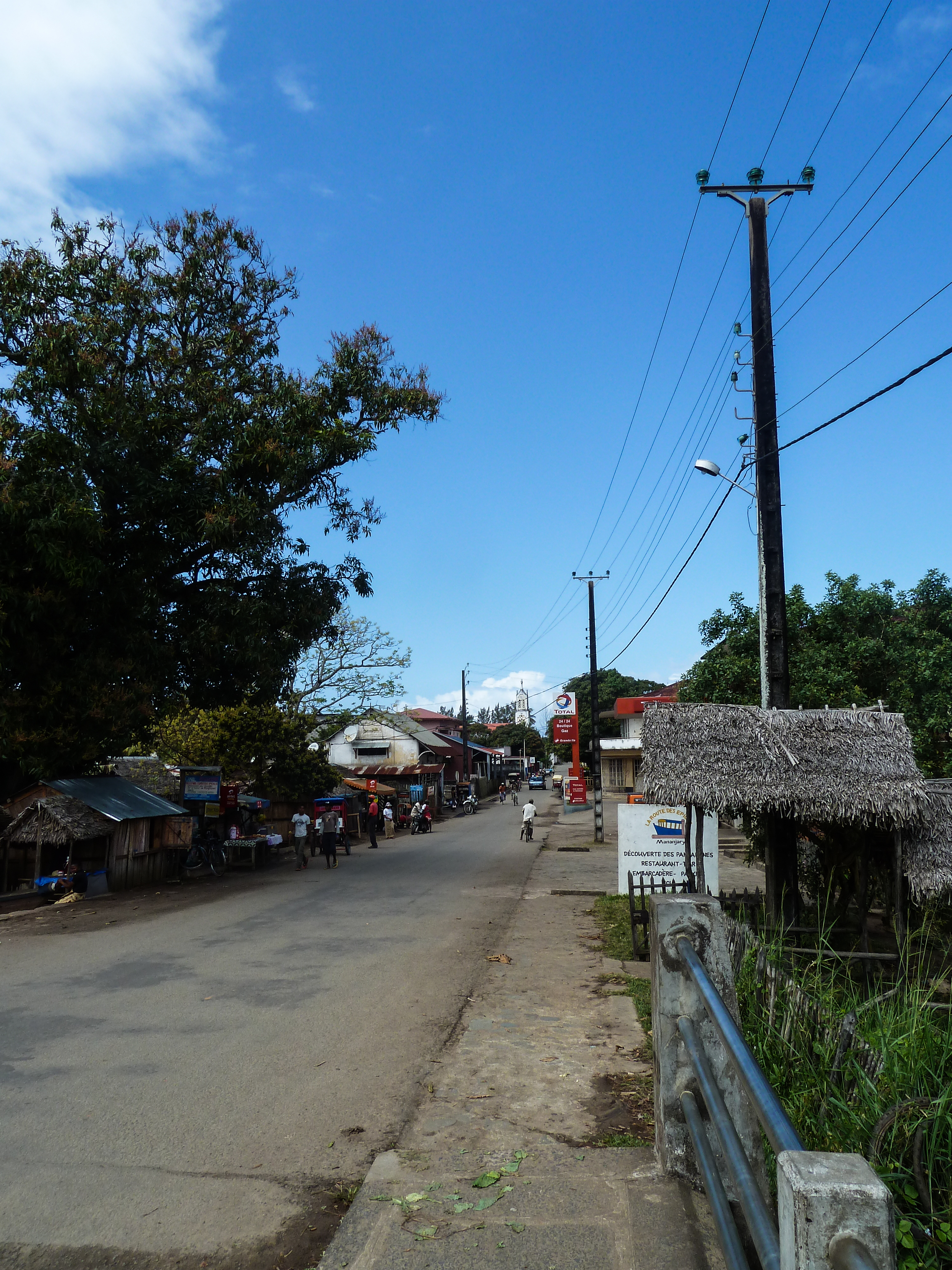
Hoofdstraat (RN 25)
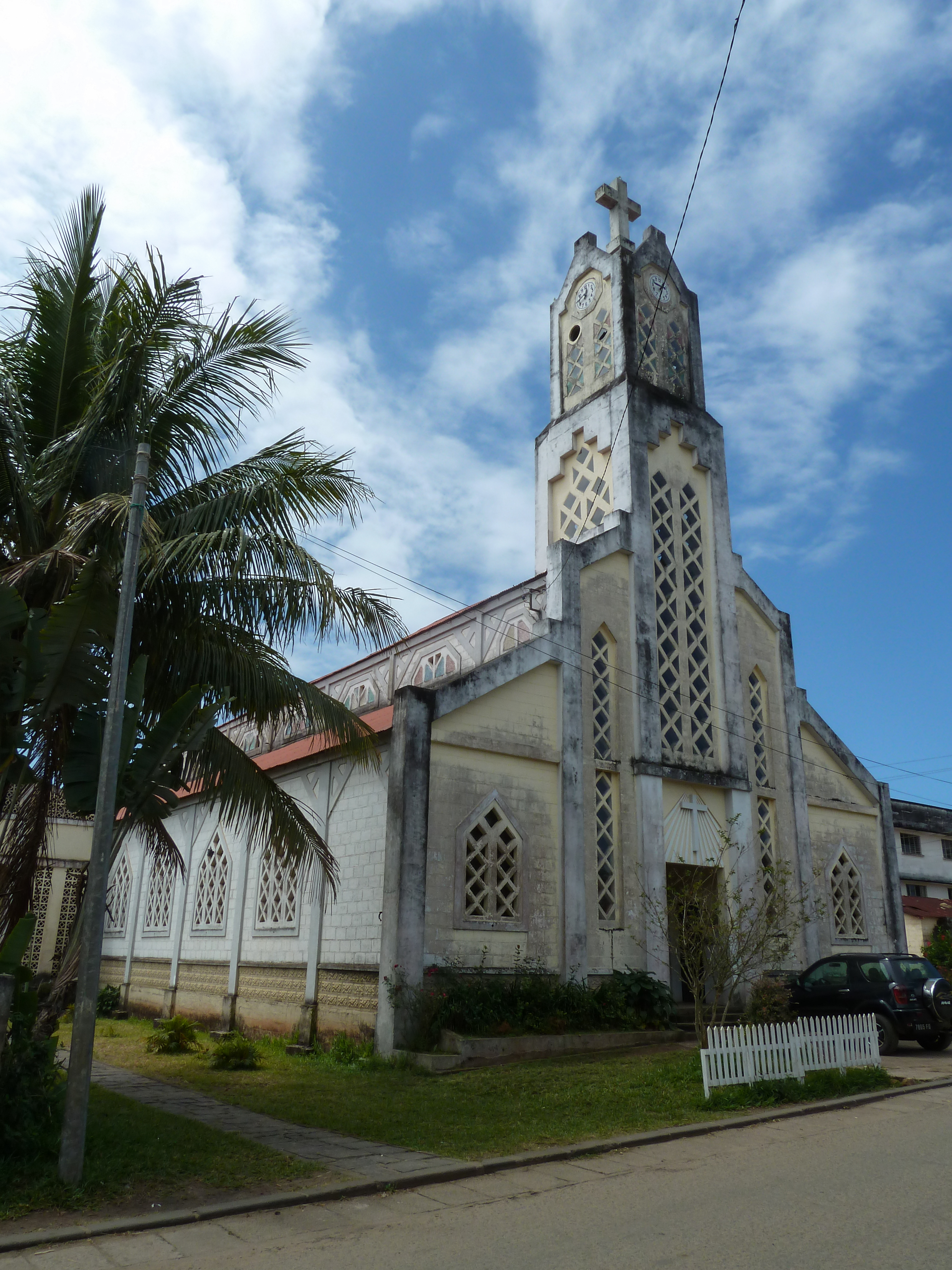
Katholieke kerk aan de hoofdstraat
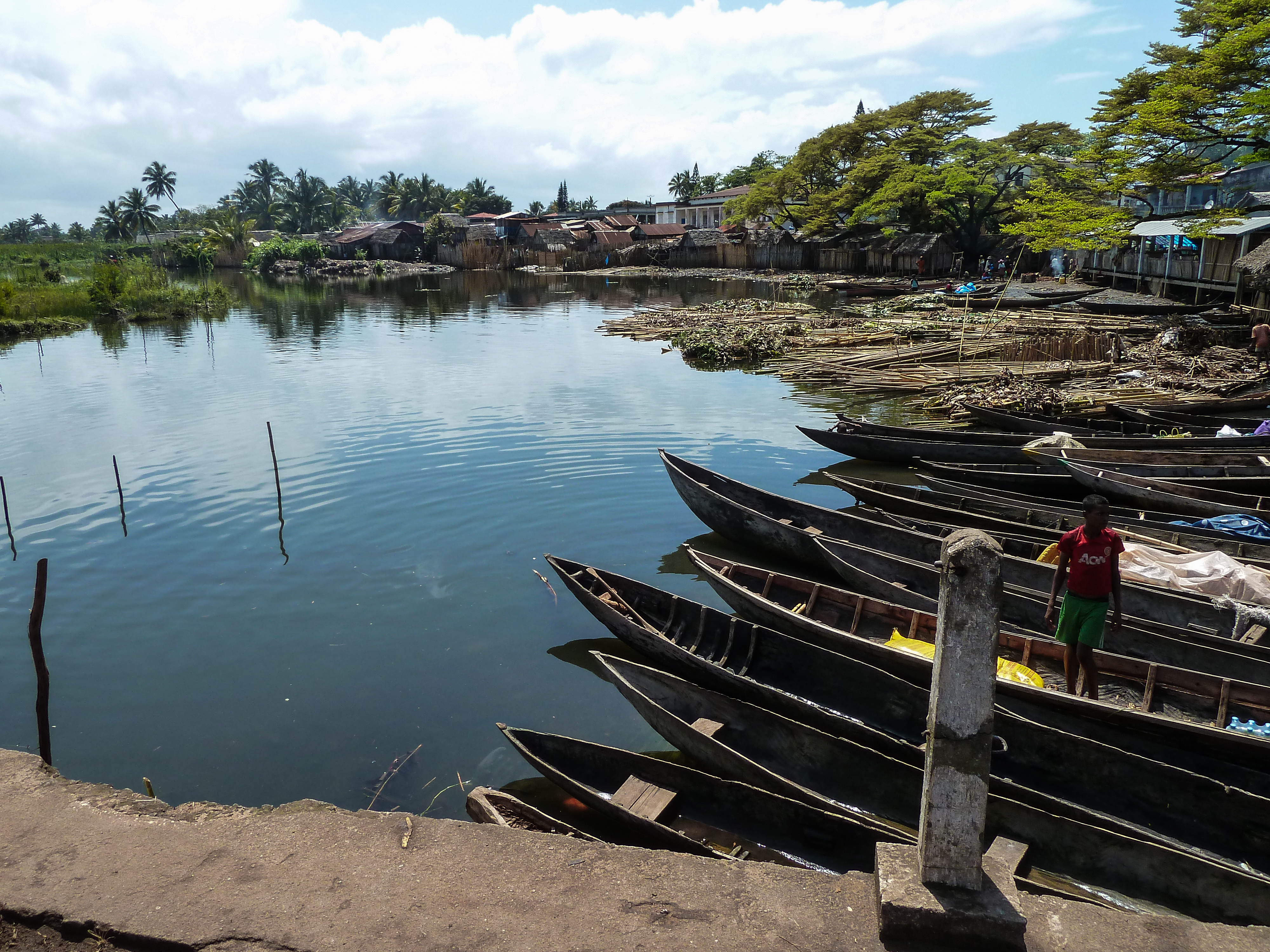
Haven met prauwen
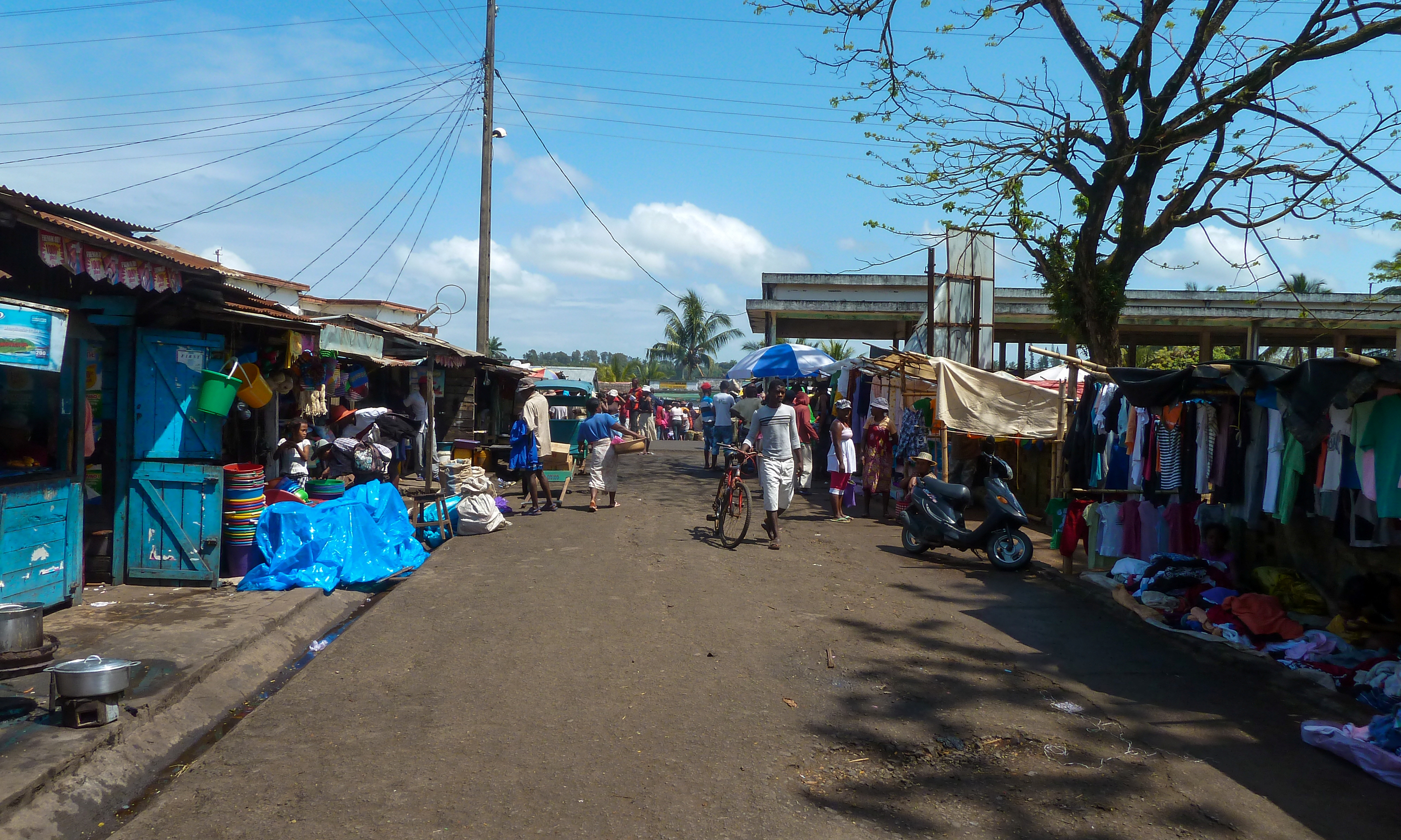
Wekelijkse markt
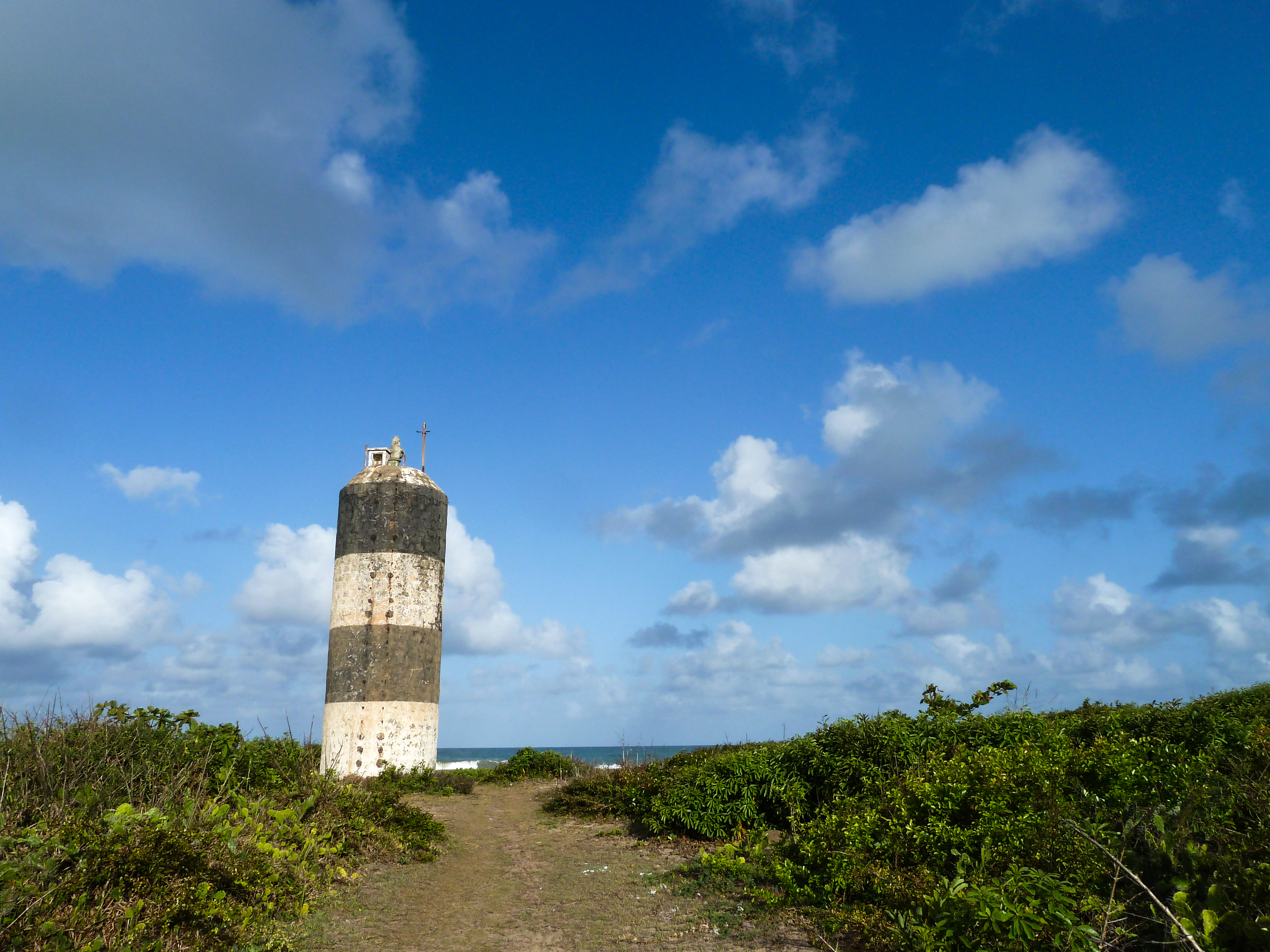
Voormalige vuurtoren nabij de luchthaven
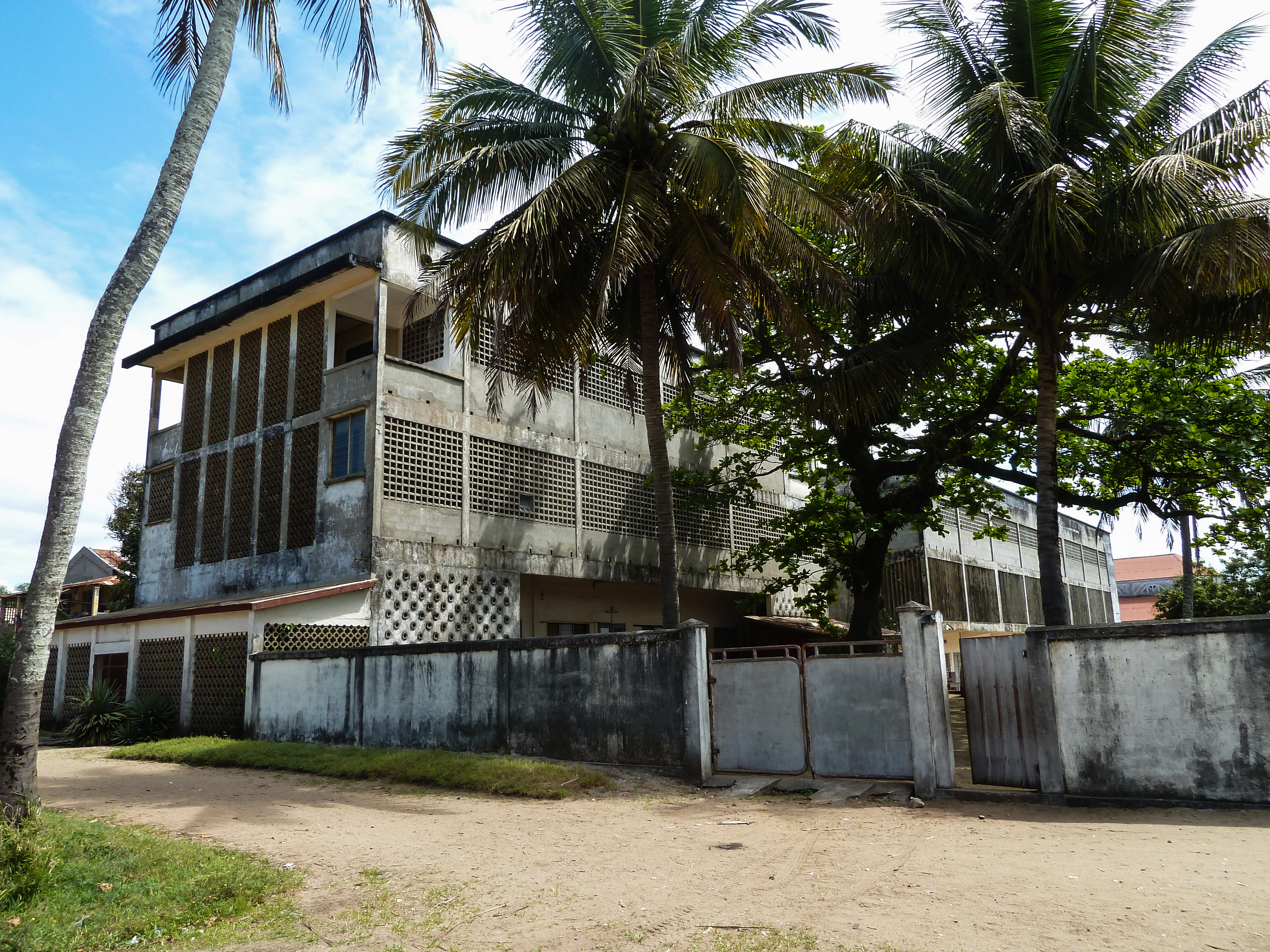
Schoolgebouw van het College van de Zusters van de Heilige Jozef van Cluny
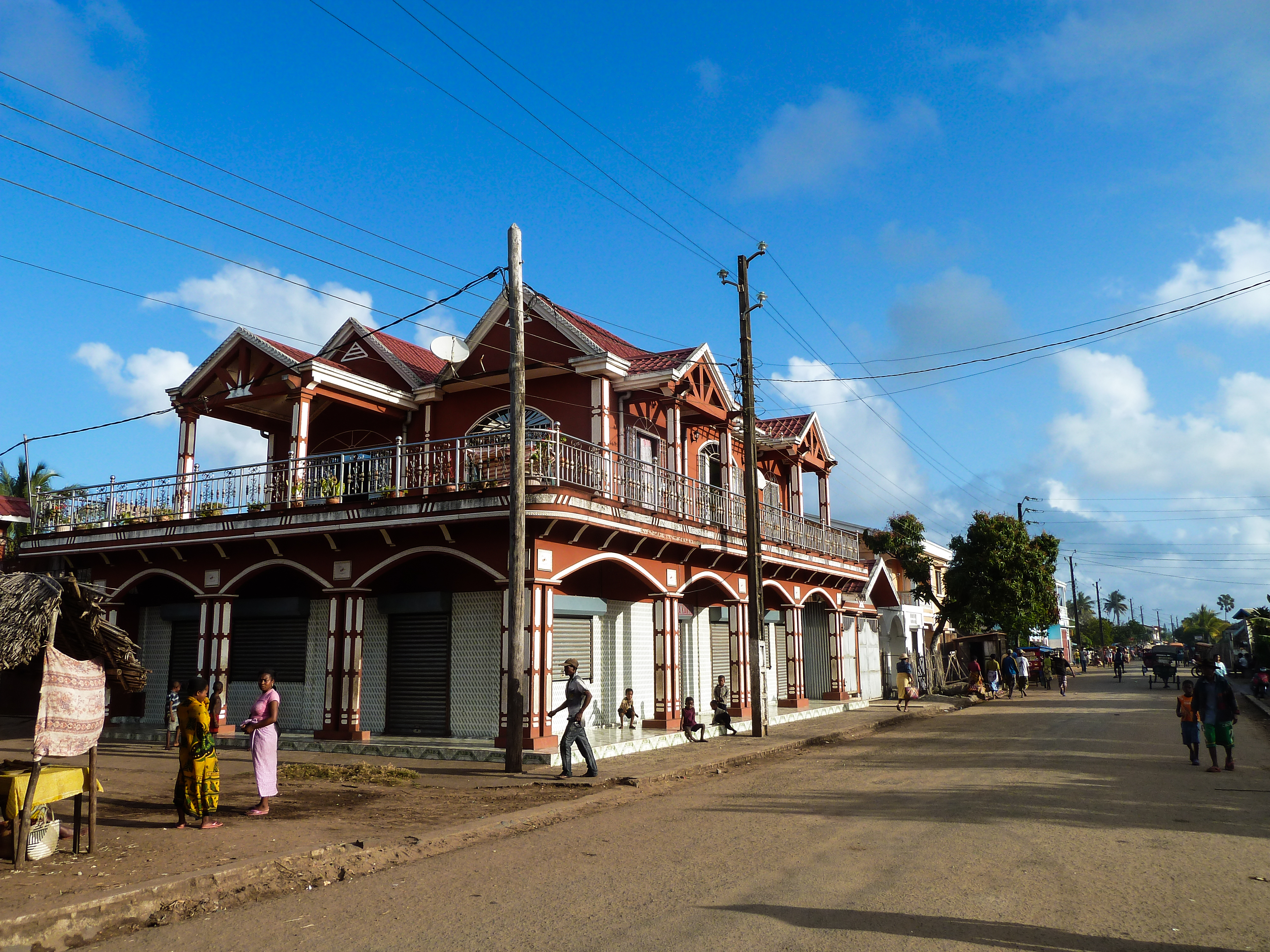
Fraai huis aan de boulevard langs de zee

## Geschiedenis
De oude naam van de plaats is Masindrano ("heilig water"), een naam die voortleeft als naam van een van de wijken van de stad. In de 18e eeuw werd het gebied ten noorden van de stad voor de Imerina veroverd door het clanverband van de Betsimisaraka onder leiding van Ratsimilaho, een afstammeling van een Engelse piraat, mogelijk Thomas Tew of Thomas White. Begin jaren 1820 werd de stad veroverd door Jean René (zoon van een Antanosy-slavin en een Franse creool van Mauritius, die eerder Toamasina veroverde), Ratefinanahary of Ratefy (een vorst uit de Imerinalandstreek Imamo) en Nicol(as) Lambros (Griekse plantagehouder. Lambros werd door de lokale bevolking Rainisoamiaramanana of kortweg Rainisoa ("vader van de Soamiaramanana") of Ramahery ("machtige heer") genoemd en kreeg voor zijn deelname van Imerinakoning Radama I grond nabij de rivier Mananjary, alwaar hij suikerrietplantages aanplantte en suiker- en rumfabrieken liet bouwen. Ook introduceerde hij (om de suikerriet te vervoeren) de wagen in Madagaskar. In 1840 kreeg hij tevens een contract voor het aanleggen van een koffieplantage en een werkplaats om koffie te verwerken. In 1825 of 1826 werd hij gevolgd door de Franse zakenman Napoléon de Lastelle, die eveneens een aantal suiker- en rumfabrieken bouwde bij (onder andere) Mananjary. In 1836 wist hij hiervoor Amerikaanse handelaren te interesseren en in 1841 nam hij de plantages en fabrieken over van Lambros. Hij verbouwde ook witte moerbei bij Mananjary voor de productie van zijde.
In de Franse koloniale periode werd de haven uitgebouwd voor de export van koffie, vanille, cacao, rijst, olijven en kruiden (zoals peper, kruidnagelen en kaneel) uit het achterland. Met name de export van koffie zorgde ervoor dat Mananjary begin 20e eeuw uitgroeide tot de tweede exporthaven van Frans Madagaskar. In die tijd werden ook de meeste wegen naar de plaats aangelegd. De grootste groei vond plaats na de Eerste Wereldoorlog: In 1918 werd 250 ton koffie geproduceerd, in 1922 reeds 1413 ton. In 1933 woonden reeds 11.300 mensen in de stad, die toen tot de tien grootste steden van Madagaskar behoorde. In 1937 vormde Mananjary het koloniale centrum van de oostkust van Madagaskar. Er was toen ruim 60.000 hectare grond in gebruik (30.000 effectief). De Malagassische Opstand van 1947 richtte een grote verwoesting aan in dit deel van het eiland en luidde het begin van de Franse dekolonisatie in. In 1959 was nog maar 30.000 hectare in gebruik (10.000 effectief). Mananjary werd in die tijd voorbijgestreefd door andere havens. De fatale klap kwam toen in 1976 de Malagassische socialistische president Ratsiraka besloot tot de nationalisering van de resterende 22.000 hectare plantagegronden van de Franse plantagehouders, waarop de economie volledig instortte.

## Sambatra
Elke zeven jaar vindt in oktober de ceremonie Sambatra plaats, waarbij de jongens van de Antambahoaka-stam worden besneden. Dit festival duurt vier weken en zorgt voor een enorme toestroom van mensen naar de stad.
- Virtual International Authority File: 235700007